# Rivas Vaciamadrid (metropolitana di Madrid)
Rivas Vaciamadrid è una stazione della Metropolitana di Madrid della linea 9.
Si trova nel comune di Rivas-Vaciamadrid. È una delle poche stazioni della rete che si trovano in superficie.

## Storia
La stazione è stata inaugurata il 7 aprile 1999, insieme al prolungamento della linea da Puerta de Arganda ad Arganda del Rey.

## Accessi
Vestibolo Rivas Vaciamadrid
- Wenceslao Garcia Calle Wenceslao García, s/n